# Ftalocianina
Ftalocianina é um composto macrocíclico aromático intensamente colorido de azul a verde que é amplamente usado em coloração. Ftalocianinas formam compostos de coordenação com a maioria dos compostos da tabela periódica. Estes complexos são também intensamente coloridos e também são utilizados como corantes ou pigmentos. É um  material fotossensível utilizado na fabricação de discos graváveis como CD-R, CD-RW, DVD-R ou DVD-RW.

## Propriedades

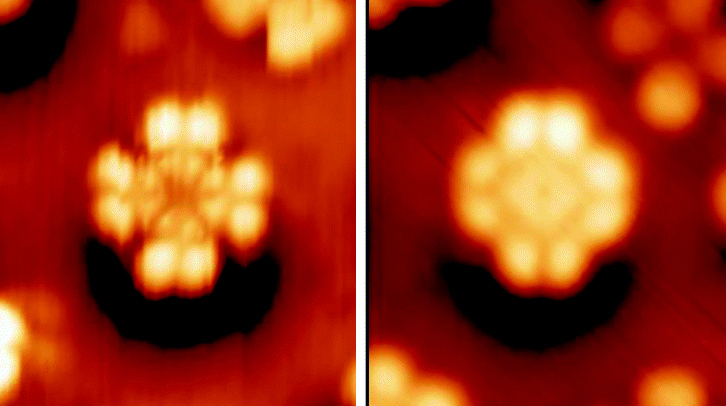
Imagens STM de moléculas individuais registrada em viés de −2 V (esquerda) e +1 V (direita). Note-se que STM sonda a densidade de elétrons nas faixas de HOMO/LUMO em vez de perfis atômicos.

Ftalocianina não substituída, H2Pc, e muitos de seus complexos tem muito baixa solubilidade em solventes orgânicos. Benzeno a 40 °C dissolve menos de um miligrama de H2Pc ou CuPc por litro.  H2Pc ou CuPc dissolve-se facilmente em ácido sulfúrico devido à protonação dos átomos de nitrogênio formando pontes sobre os anéis de pirrol. Muitos compostos ftalocianina são muito estáveis termicamente, não fundem-se, mas podem ser sublimados, CuPc sublima-se a >500 °C sob atmosfera de gases inertes (nitrogênio, CO2). Os complexos de ftalocianina substituídos têm frequentemente uma solubilidade muito maior. Eles são menos termicamente estáveis e muitas vezes não pode ser sublimados. Ftalocianinas não substituídas absorvem fortemente luz entre 600 e 700 nm, assim estes materiais são azuis ou verdes. A substituição pode deslocar a absorção para comprimentos de onda mais longos, mudando a cor de azul puro para verde a incolor (quando a absorção está no infravermelho próximo).
Ftalocianinas são estruturalmente relacionadas a outros pigmentos macrocíclicos, especialmente as porfirinas. Ambas apresentam quatro subunidades do tipo pirrol ligadas formando um anel de 16 membros. Os anéis do tipo pirrol na estrutura H2Pc são relacionados proximamente a isoindol. Tanto funções porfirinas e ftalocianinas como ligantes tetradentado dianiônicos planares que ligam metais através de quatro nitrogênios centrais projetando-se para dentro. Tais complexos são formalmente derivados de Pc2-, a base conjugada de H2Pc.
Muitos derivados da ftalocianina primordial são conhecidos, onde quaisquer átomos de carbono do macrociclo são trocados para átomos de nitrogênio ou onde os átomos de hidrogênio do anel são substituídos por grupos funcionais como grupos halogênios, hidróxi, amino, alquil, aril, tiol, alcóxi, nitro, etc..

## História
Um composto azul indefinido, o qual agora é conhecido ser a ftalocianina livre de metais, foi primeiramente relatado em 1907. Em 1927, pesquisadores suíços acidentalmente sintetizaram ftalocianina cobre, naftalocianina cobre e octametilftalocianina cobre em numa tentativa de conversão de o-dibromobenzeno em ftalonitrila. Observaram a enorme estabilidade destes complexos, mas não caracterizaram posteriormente estes complexos azuis. No mesmo ano, ftalocianina cobre foi também descoberta na empresa Scottish Dyes, Ltd., em Grangemouth, Scotland (posteriormente ICI).

## Síntese
Ftalocianina forma-se pelo aquecimento de derivados de ácido ftálico que contenham grupos funcionais nitrogenados. Precursores clássicos são ftalonitrila e diiminoisoindol. Na presença de ureia, o aquecimento de anidrido ftálico é uma rota útil para H2Pc.  Estas reações são mais eficientes na presença de sais metálicos. Outros precursores incluem o-cianobenzamida e ftalimida. Vários destes materiais de partida são mostrados na figura abaixo (lado direito). Utilizando estes métodos, produziram-se aproximadamente 57 mil toneladas de ftalocianinas em 1985.
|  |  |  |  |

Derivados halogenados e sulfonados de ftalocianinas cobre são comercialmente importantes. Tais compostos são preparados tratando CuPc com cloro,  bromo ou oleum.

## Aplicações
Aproximadamente 25% de todos os pigmentos artificiais orgânicos são derivados de ftalocianina. Corantes Ftalocianina cobre (CuPc) são produzidos por introdução de grupos solubilizantes, tais como um ou mais funções ácido sulfônico. Estes corantes encontram uso extensivo em várias áreas de tingimento de têxteis (corantes diretos para algodão), tingimento por rotação e na indústria de papel. Azul direto 86 é o sal de sódio de CPC-ácido sulfônico enquanto que azul direto 199 é o sal quaternário de amônio do CPC-ácido sulfônico. Os sais quaternário de amônio destes ácidos sulfônicos são usados como corantes solventes por causa de sua solubilidade em solventes orgânicos, e.g. azul solvente 38 e azul solvente Blue 48. O corante derivado do cobalto e uma amina da ftalocianina é o Corante Ftalogen IBN (Phthalogen Dye IBN). 1,3-diiminoisoindoleno, o intermediário formado durante a produção de ftalocianina, usado em combinação com um sal de cobre proporciona o corante GK 161.
Todos os principais fabricantes de pigmentos para pintura artística produzem variantes de ftalocianina cobre, designados color index PB15 (azul) e color indexes PG7 e PG36 (verde).
Ftalocianina também é comumente usada como um corante na fabricação de mídia CD-R de alta velocidade. A maioria das marcas de CD-R usa esse corante, exceto Taiyo Yuden (atualmente CMC Pro) e Verbatim DataLife (a qual usa cianina e corantes azo, respectivamente).

### Aplicações de nicho
Compostos ftalocianinas metal tem sido examinados como catalisadores para reações redox. As áreas de interesse são a reação de redução de oxigênio e o adoçamento de fluxos de gás por remoção de sulfeto de hidrogênio.
Compostos ftalocianina tem sido pesquisados como materiais doadores em eletrônica molecular, e.g. transistores orgânicos de efeito de campo.
Ftalocianina cobre (CuPc) pode possivelmente ser usada como meio de armazenamento em computação quântica, devido à extensão de tempo em que seus elétrons podem permanecer em superposição.

## Toxicidade e perigos
Estudos sugerem que ftalocianinas sulfonadas podem causar efeitos teratogênicos em embriões de galinha e culturas celulares sob condições experimentais específicas. Contudo, há indícios de que esses efeitos sejam decorrentes do cobre presente no composto, e não da ftalocianina em si. Estudos toxicológicos em mamíferos indicam baixa toxicidade geral das ftalocianinas, com uso aprovado em aplicações médicas e industriais seguras.

## Compostos relacionados
As ftalocianinas estão intimamente relacionadas com outras macromoléculas tetrapirrol incluindo porfirinas e porfirazinas. Análogos estruturalmente maiores incluem moléculas isoladas como naftalocianina e complexos supramoleculares.

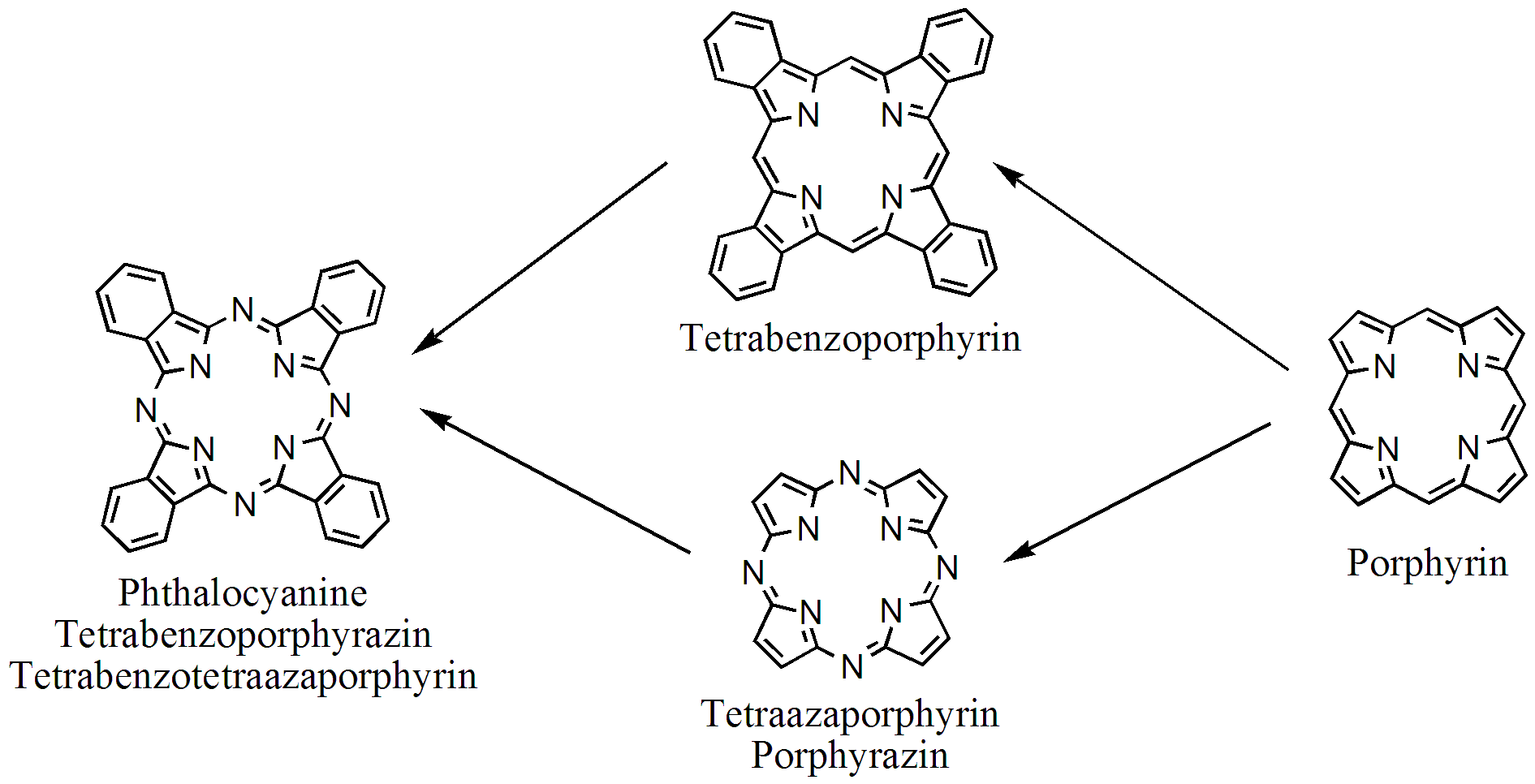
Relação da ftalocianina com o macrociclo da porfirina.